# Поиск утечек в водопроводной сети
Поиск утечек в водопроводной сети — комплекс мероприятий, направленный на определение точного местонахождения мест прорыва в водопроводных сетях с целью уменьшения трудозатрат при ликвидации прорывов, а также обеспечить минимальные помехи для дорожного движения при проведении работ.

## Проблемы
Проблема аварийного состояния водопроводных сетей стоит перед всеми крупными городами мира. Эта ситуация вызвана невозможностью в короткие сроки заменить все элементы сети, в связи с окончанием расчетного срока эксплуатации, по ряду причин:
1. Перебои с водоснабжением. Как результат — падение производства и ухудшение эпидемиологической обстановки.
2. Повышенная пожарная опасность — невозможность оперативно взять воду для нужд тушения.
3. Практическая парализация дорожного сообщения в связи с земляными работами на улицах.
4. Огромная стоимость и трудозатратность проведения работ.

## Цели
При проведении работ по поиску утечек от специалистов требуется как можно точнее определить место прорыва в водопроводе для минимизации затрат при проведении работ по локализации и устранению. От сотрудников ответственных служб требуется оперативно прибывать на место аварии в любое время суток и тратить по возможности минимальное количество времени на проведение работ.

## Средства и методы
При поиске утечек в водопроводных сетях используются визуальный и геоакустический методы.
При визуальном методе место утечки определяется путём осмотра участка улицы и близлежащих инженерных сетей (канализации, телефонных колодцев) на предмет поступления воды на поверхность улицы или в упомянутые сети. Однако у этого метода есть ряд недостатков. Главный из них — неточность, так как вода очень редко выходит на поверхность или в другие сети прямо напротив места прорыва и обычно утечка находится на расстоянии от места выхода воды. Практика показывает, что это расстояние в отдельных случаях может достигать 400 метров, а иногда и более.
Использование геоакустического метода подразумевает наличие шума, издаваемого трубой при прорыве, и его распространения в грунте. Для определения места утечки с помощью прямого геоакустического метода используется специальный прибор — геофон (земляной микрофон). Геофон состоит из контактного датчика (микрофона), устанавливаемого на поверхность, и усилителя низких частот. При работе с геофоном измеряется сила звука в разных точках над водопроводом. Место утечки находится под точкой в которой сила звука является наиболее высокой из всего обследованного участка. Недостаток подобного метода определяется его неэффективным использованием в условиях плотного дорожного движения и наличия рядом с обследуемым участком производственных и других объектов. В этом случае посторонние шумы (дорожное движение, работа промышленных агрегатов и т. д.) заглушают шум, возникающий при утечке, поэтому эффективно работать с геофоном можно только в ночное время. В свою очередь преимуществом геофона является относительная простота конструкции, мобильность и простота эксплуатации, не требующая специальных знаний.
Самым совершенным, на сегодняшний день, методом поиска утечек является цифровая корреляция (сравнение) силы шумов в двух разных точках трубы, находящихся между предполагаемым местом утечки. Этот метод осуществляется с помощью специального прибора — коррелятора. Коррелятор состоит из двух усилителей-передатчиков, которые с помощью контактных датчиков, аналогичных используемым в геофоне, замеряют уровень шума в точках непосредственно на трубе, и компьютера, обрабатывающего информацию полученную с передатчиков по автоматической радиосвязи. Зная скорость распространения звука в трубе, а также расстояние между датчиками, компьютер выдает диаграмму уровня шумов в трубе в точках через каждые 10-20 см (в зависимости от модели) замеряемого участка. Таким образом на диаграмме виден резкий скачок уровня шума в месте утечки. Теоретическая точность определения места утечки с помощью корреляции равняется ±10 см (на практике погрешность может быть большей, за счёт неточного измерения расстояния между датчиками, диффузии, возникающей в арматуре и т. д.).